# 콜럼버스 카턴마우스
| 콜럼버스 카턴마우스 |                                      |
| 설립연도            | 1996년 2004년(SPHL 가입)             |
| 해체연도            | 2017년                               |
| 역사                | 콜럼버스 카턴마우스 (1996년~2017년)  |
| 경기장              | 콜럼버스 시빅 센터                   |
| 연고지              | 조지아주 콜럼버스                    |
| 상징색              | 초록, 파랑, 하양                     |
| 구단주              | 완다 아모스                          |
| 단장                | 제롬 비처드                          |
| 감독                | 제롬 비처드                          |
| 정규시즌 우승       | CHL : 1 (1996) SPHL : 1 (2007)       |
| 플레이오프 우승     | CHL : 1 (1998) SPHL : 2 (2000, 2001) |
| 영구 결번           |                                      |

콜럼버스 카턴마우스(Columbus Cottonmouths)는 미국 조지아주 콜럼버스를 연고지로 하는 SPHL 소속 아이스 하키팀이면, 1996년부터 2004년까지 CHL에 참가하였다가, 2004~2005시즌부터 SPHL로 옮겼다.

## 역대 홈경기장
| 경기장              | 사용기간      | 수용인원 | 장소              | 비고 |
| ------------------- | ------------- | -------- | ----------------- | ---- |
| 콜럼버스 카턴마우스 |               |          |                   |      |
| 콜럼버스 시빅 센터  | 1996년~2017년 | 7,459명  | 조지아주 콜럼버스 | 빈칸 |